# Dicranomyia mishimana
Dicranomyia mishimana är en tvåvingeart som först beskrevs av Alexander 1970.  Dicranomyia mishimana ingår i släktet Dicranomyia och familjen småharkrankar. Inga underarter finns listade i Catalogue of Life.